# Palifermine
Le palifermine, est vendu sous la marque Kepivance. Ce médicament est interdit à la vente en Europe depuis 2016, car considéré comme dangereux.

## Usage médical
Le palifermine est un médicament utilisé pour traiter l'inflammation de la bouche causée par la chimiothérapie. Plus précisément, il est utilisé pour les cancers du sang recevant une chimiothérapie à haute dose dans le cadre d' une transplantation autologue de cellules souches. Elle est administrée par injection dans une veine. Elle ne doit pas être administré dans les 24 heures suivant une chimiothérapie.

## Effets secondaires
Les effets secondaires du palifermine comprennent des douleurs articulaires, des engourdissements, des gonflements, des rougeurs et une inflammation du pancréas ; d'autres préoccupations incluent la croissance accrue de cancers secondaires et de cataractes. Il s'agit d'une forme fabriquée de facteur de croissance des kératinocytes,.

## Histoire
Le palifermine a été approuvé pour un usage médical en 2004. Bien qu'il ait été approuvé en Europe en 2005, cette approbation a ensuite été retirée en 2016 car considéré comme dangereux,. L'utilisation n'est pas approuvée au Canada en 2021. Aux États-Unis, une cure de six doses coûtait environ 17 700 dollars américains en 2021.